# Мир танков
«Мир танков» — командная массовая многопользовательская экшен онлайн-игра о танковых сражениях на машинах XX века с аркадным игровым процессом. В распоряжении игроков более чем 800 единиц бронированной техники, 12 наций и 5 классов боевых машин.
«Мир танков» является официальным преемником World of Tanks в России и Беларуси, ставшим доступным для пользователей с октября 2022 года. Разработчиком игры является петербургская студия Lesta Games, она занимается управлением и разработкой игры независимо от компании Wargaming. По словам представителя студии, уход Wargaming практически не повлиял на популярность игры, ежедневно её посещает миллион человек.
В 2023 году на премии «Спорт и Россия» «Мир танков» признали лучшей киберспортивной игрой в стране, а Федерация компьютерного спорта начала выдавать спортивные разряды по дисциплине «Тактический трехмерный бой».

## Игровой процесс и отличия от WOT
Базовые правила остались без изменений и идентичны World of Tanks. Две команды на боевой технике сталкиваются в массовом сражении с целью уничтожить всех вражеских игроков или захватить их базу. В игре есть режим «Штурм», в которой одна команда нападает, а другая защищается, а также проводятся временные события с уникальными целями.
Игра продолжает придерживаться бизнес-модели free-to-win, в которой игроки, пользующиеся платными функциями, не имеют преимуществ в бою.
Из основных нововведений в «Мире танков», которые привнесла Lesta Games: более реалистичная физика игры, добавлены две новые карты для опытных игроков « Камчатка» и «Сталинград» и 8 новых карт для новичков («Минск», «Лайв Окс», «Хайвей», «Редшир», «Жемчужная река», «Старая гавань», «Тихий берег», «Карелия»), кардинально переработаны 11 старых карт, добавлены свежие режимы, новая игровая техника, покупка премиальных танков стала доступна за золотые монеты, изменился сеттинг игровых ивентов (появились события в стилистике русских народных сказок, коллаборации с рок-группой, ивенты, основанные на отечественной истории и локальных важных датах и событиях и т. д.).
В игру были добавлены новые типы техники: огнемётные танки, танки с ракетными ускорителями и штурм-САУ. Существующая техника подверглась ребалансу, ряд чрезмерно мощных танков был убран из игры. Изменения коснулись и артиллерии. Союзная артиллерия теперь не может навредить своей команде, при этом характеристики артиллерийских орудий были улучшены, что усложнило сражение для вражеской команды.
В игре появились новые ангары: ангар к 9 мая по мотивам мемориального комплекса «Героям Сталинградской битвы» на Мамаевом кургане, обновленный ангар «Танковый фестиваль» ко дню рождения проекта 2023 года, ангар в виде рабочего стола ко дню рождения 2024 года и другие.
Также в 2023 году вышла обновлённая версия режима «Стальной охотник», в котором была изменена система обнаружения, появились боты и возможность возрождаться в бою. Изменения в этом режиме подверглись критике со стороны игроков, и разработчики вернули прежний вариант режима.
5 июня 2024 года Lesta Games анонсировала появление более современных и мощных танков 11 уровня, которых нет и пока не планируется в World of Tanks. Релиз машин состоялся 22 января 2025 года вместе с масштабным обновлением игры 1.32 «Альфа». Помимо танков 11 уровня появился новый подкласс американских тяжелых танков – огнеметные танки и САУ – советские штурмовые САУ, была добавлена карта «Калининград» и был включен общий межкомандный чат. Весной 2025 года были выпущены обновления, добавившие Боевой пропуск с маршалами СССР, ангар в виде Красной площади и событие «Время героев».

### Бронетехника в игре
В «Мире танков» представлено более 800 машин 12 наций (СССР, Германия, США, Франция, Великобритания, Чехословакия, Китай, Япония, Швеция, Польша, Италия и Сборная нация) и 5 типов (легкие, средние, тяжелые, ПТ-САУ, САУ/штурм САУ). Максимальный уровень танков — 11.
22 января 2025 года состоялся релиз техники 11 уровня.

## Партнёрства

### Мосфильм
Осенью 2023 состоялась первая коллаборация «Мира танков» и «Мосфильма», тогда в игре появились новые командиры Трус, Балбес и Бывалый, игра сопровождалась тематическим контентом для боевых машин.
В феврале 2024 года сотрудничество повторилось, и в игре появились четверо мстителей (Валерий Мещеряков, Данька и Ксанка Щусь и Яшка Цыганков) из трилогии «Неуловимые мстители».

### Рок-группа «Ария»
В январе 2024 года группа «Ария» и Lesta Games выпустили музыкальный клип на песню «Герой асфальта», а в игру был добавлен танк «Феникс», названный в честь одноимённой песни.

### Благотворительный фонд «Память Поколений»
В мае 2024 года Lesta Games присоединилась к всероссийской благотворительной акции «Красная гвоздика». Специально к 9 мая было выпущено 3 тематических набора стоимостью от 100 до 2000 рублей. Все собранные средства были перечислены в фонд «Память Поколений». Это дебют для компании в сфере благотворительных проектов.

### MAN-MADE
Летом 2023 года года Lesta Games и компания MAN-MADE по производству дизайнерских компьютеров для гейминга создали кастомный компьютер в стиле огнемётного танка «Горыныч».

### Redmond
В январе 2024 года «Мир танков» совместно с Redmond выпустили робот-пылесос Redmond VR1320S WiFi с эксклюзивным игровым окрасом и голосовым помощником, как в игре.

### Bubble
В июне 2024 года Lesta Games анонсировала сотрудничество с издательством комиксов Bubble. В рамках коллаборации в игре с 30 августа по 11 сентября появится событие с персонажами из комиксов «Красная Фурия». Выполняя задания, игроки смогут получить тяжелый премиум-танк 8-го уровня M-VII-Y (США), четырёх членов экипажа: Нику Чайкину, Ян Ван, Артура Хаксли и Джошуа Донато, а также другие виды кастомизации: 2D-стили, надписи, декали, специальный 3D-стиль «Чайка оперенная» для танка M-VII-Y (США).

## Киберспорт
Первый киберспортивный турнир Lesta Games провели в конце 2022 года.
В 2023 году на премии «Спорт и Россия» «Мир танков» признали лучшей киберспортивной игрой в стране, а Федерация компьютерного спорта начала выдавать спортивные разряды по дисциплине «Тактический трехмерный бой».
К началу 2024 года разработчики провели три крупных офлайн-турнира и различные онлайн-состязания с денежным призовым фондом. Суммарно в 2023 году фанаты «Мира танков» выиграли в турнирах 21 млн рублей. Большую часть этой суммы сформировали сами игроки за счет покупки тематических обликов. Соревнование проходило в режиме королевской битвы, участникам была доступна вся техника в игре. Десять лучших игроков попали на финал, проводимый в Москве.
В феврале 2024 года «Мир танков» был в составе программы «Игры будущего». Турнир проходил в Казани, призовой фонд по игре составил 500 тыс. долларов.
Летом 2024 года «Мир танков» совместно с ФКС Москвы провели дебютный офлайн-турнир «Легендарная Семёрка: финальный эпизод» с финалом в Лужниках, на котором присутствовали зрители. Призовой фонд составил более 18 млн рублей.
26 апреля 2025 года «Леста Игры» совместно с «Первым каналом» провела оффлайн-турнир между ENEMY и AMG в Лужниках в честь 80-летия победы. На турнире разыгрывался призовой фонд в 13 млн рублей и «Кубок Первого канала», главный приз составил 5 млн рублей.